# Heremietibis
De heremietibis of kaalkopibis (Geronticus eremita) is een vogel uit de familie van de ibissen en lepelaars (Threskiornithidae). De wetenschappelijke naam van de soort werd in 1758 als Upupa eremita gepubliceerd door Carl Linnaeus in de tiende editie van Systema naturae. Hij baseerde zijn naam op eerdere beschrijvingen door Conrad Gesner en Ulisse Aldrovandi. De heremietibis komt nog slechts van nature voor in een westelijke populatie in Zuidwest-Marokko, en een zeer kleine oostelijke populatie in Irak en Turkije

## Veldkenmerken
De heremietibis is 70 tot 80 cm lang en heeft een spanwijdte van 125 tot 135 cm en de drie gewogen vogels waren 1350 tot 1540 g zwaar. Hij is grotendeels zwart met een paarse gloed op de vleugels. De vleugels en staart zijn lang, de lange rode snavel is omlaaggebogen. Achter op zijn kop en nek heeft hij een kuif en kraag van lange veren. De naakte huid op de kop is roze met lange zwarte nekveren. Juveniele vogels hebben een donkere kop, een grijze snavel en grijze poten.

## Leefwijze
De heremietibis broedt op steile kliffen en rotsen. Het nest bestaat uit stro en gras en ligt in een spleet in de rotsen. In maart of april worden 2 tot 4 blauwachtige, bruin gespikkelde eieren gelegd. Beide ouders broeden in 27-28 dagen de eieren uit. Ook zorgen beide ouders voor de jongen, die nog 46-51 dagen in het nest blijven. Heremietibissen zijn geslachtsrijp op een leeftijd van 5 tot 6 jaar.
Het voedsel van de heremietibis bestaat uit insecten, wormen, amfibieën, reptielen en kleine zoogdieren.

## Verspreiding en leefgebied
Tot in de zeventiende eeuw kwam deze ibis voor in Frankrijk, Duitsland, Zwitserland, Oostenrijk en Spanje. Met name door de jacht is de soort destijds uit Europa verdwenen. In 1940 waren er in Marokko nog 38 kolonies en in 1953 leefden er aan de Eufraat ook nog zo'n 1300 vogels, maar ook deze aantallen zijn drastisch teruggelopen.
De heremietibis broedt tegenwoordig alleen nog op enkele plekken in Marokko en het Midden-Oosten.  In Syrië is deze ibis wellicht volledig uitgestorven.
In Marokko in het Nationaal Park Souss-Massa verblijft 95% van de werkelijk wilde populatie. Hier heeft de natuurbescherming het meeste succes geboekt met het behoud van de heremietibis. In 2013 nestelden daar 113 paar en verbleven er daarnaast 93 volwassen vogels. Er vlogen 148 jonge ibissen uit. In 2019 waren er twee broedkolonies, Souss-Massa National Park en Tamri, en de totale populatie bereikte 708 vogels nadat 147 broedparen in het afgelopen broedseizoen 170 kuikens hadden voortgebracht.

### Herintroducties in Europa
In onder meer Oostenrijk en Zuid-Duitsland (Radolfzell am Bodensee) probeert men de vogel weer uit te zetten met jonge vogels die in dierentuinen geboren zijn. Dat is lastig omdat de jonge vogels geen aangeboren neiging hebben om in de winter naar het zuiden te vliegen. Zij leren dat normaal gesproken van de ouders. De trek is echter noodzakelijk, omdat in de Alpen 's winters te weinig voedsel te vinden is. Door de vogels met de hand op te voeden, zien zij een mens als ouder. Als deze met een ultralight vliegtuigje in de herfst richting zuiden vliegt, vliegen de jongen mee en kunnen zo leren waar rust- en voederplaatsen zijn. Al enkele jaren achter elkaar is zo een groep heremietibissen vanuit Oostenrijk geleid naar de Lagune van Orbetello in Toscane. Een reportage hiervan was te zien in de natuurfilmserie BBC Planet Earth III. 
Ook in Andalusië (Spanje) heeft een herintroductie van deze vogels plaatsgevonden.
In Nederland is de soort in 2016 waargenomen als dwaalgast

### Leefgebied
Het leefgebied van deze ibissen bestaat uit hoogvlaktes in gebieden met relatief weinig neerslag, ook wel extensief gebruik akkerland waarop suikerriet of kafferkoren wordt geteeld in de buurt van overhangende rotsen. De vogel nestelt op rotsrichels langs rivieren of wadi's, soms langs zeekusten; in het verleden nestelden zij ook wel op oude gebouwen zoals kastelen.

## Status
De aantallen zijn sinds 2017 toegenomen als gevolg van natuurbeheer en het daardoor verbeterd broedsucces. BirdLife International schatte in 2018 dat de hele wereldpopulatie bestaat uit 200 tot 250 volwassen vogels en dit aantal blijft min of meer constant. De soort wordt niet meer als ernstig bedreigd (kritiek) beschouwd. Echter, de populatiegrootte is nog steeds gering en dus wordt de soort vermeld als bedreigd op de Rode Lijst van de IUCN.
Er zijn in dierentuinen meerdere kweekprogramma's opgestart om deze soort te behouden. Het Europese stamboek (EEP) wordt beheerd door Alpenzoo Innsbruck.

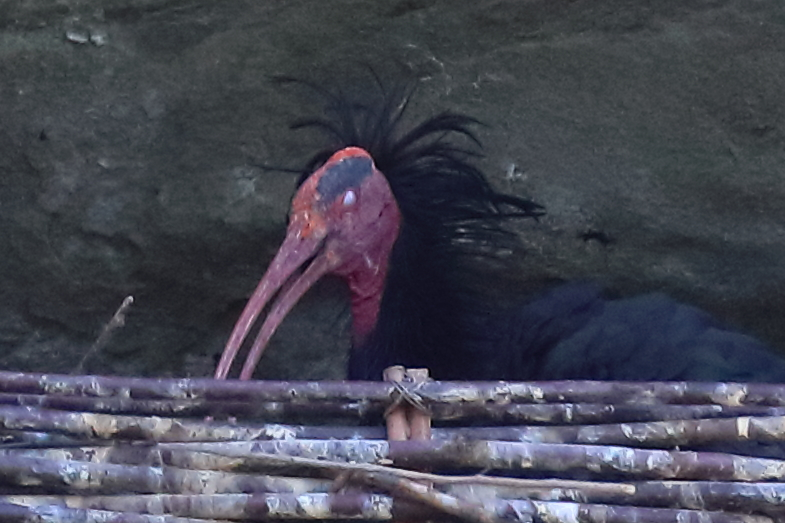
Heremietibis met gesloten oog aan de Bodensee

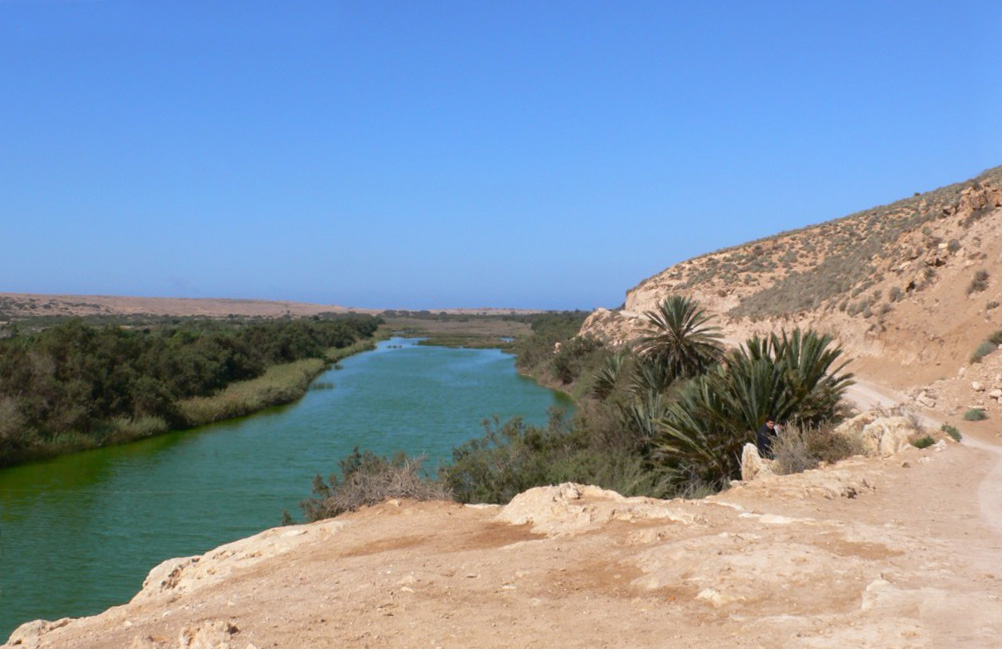
Nationaal Park Souss-Massa
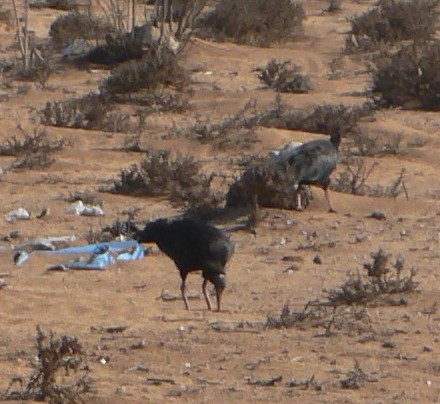
Foeragerende heremietibissen in Souss Massa